# Abbreviated Injury Scale
Die Abbreviated Injury Scale (AIS) bzw. vereinfachte Verletzungsskala wurde Ende der 1960er Jahre als Bewertungsskala für die Letalität von Einzelverletzungen eingeführt. Treibende Kraft für die Entwicklung war die Unfallforschung für Kraftfahrzeuge in den USA. Die bis dahin übliche Beschreibung von Verletzungsmustern führte bei der Verletzungsbewertung von PKW-Insassen zu inkonsistenten Ergebnissen: Bei gleicher mechanisch-technischer Unfallkonstellation divergierten die erfassten Insassenverletzungen stark.
Bei der AIS wird der Schweregrad einer Verletzung mit Werten von 0 (keine Verletzung) bzw. 1 (leichte Verletzung) bis 6 (tödliche Verletzung) klassifiziert.
Für die von der Association for the Advancement of Automotive Medicine entwickelte AIS-Kodierung werden die Verletzungen einer Person in Einzelverletzungen aufgeteilt, die im AIS-Katalog enthalten sind. Für jede Verletzung ist dort eine klassifizierte Überlebenswahrscheinlichkeit angegeben. Die Klassifikation soll nur die eigentliche Verletzung beschreiben, sie ist unabhängig von der Art der Behandlung, der Behandlungsqualität oder der Behandlungsdauer. Es hat sich hierbei gezeigt, dass die Überlebenswahrscheinlichkeit als sehr valide Proxy-Variable für die Schwere einer Verletzung genutzt werden kann. Das sinnvolle Zusammenführen von Einzelverletzungen zu Verletzungsmustern oder allgemein die Aggregation von Einzelverletzungen stellt hingegen ein noch nicht abschließend gelöstes Problem dar.
Heutzutage wird die Verletzungcodierung nach AIS neben der klassischen Anwendung in der automobilen Unfallforschung allgemein zur Beschreibung der Verletzungsschwere eines Traumas genutzt. Die modernen Polytraumabewertungen basieren auf einer Einzelverletzungsbewertung durch den AIS. Außerhalb der Unfallforschung wird der AIS meist nicht direkt codiert, sondern über sogenannte „Diagnoselisten“, in denen einer medizinisch-klinischen Diagnose eine oder mehrere AIS Codes zugeordnet sind, automatisiert erhoben.

## Geschichte
Mit der steigenden Automobilität in den Vereinigten Staaten in den 1950er und 1960er Jahren stieg die Zahl der in Verkehrsunfällen verletzten und verstorbenen Verkehrsteilnehmer dramatisch an. Schon in den ersten Jahren der automobilen Sicherheitsforschung bestand das Hauptziel in der Reduktion der im Straßenverkehr Getöteten. Man ging stillschweigend davon aus, dass Maßnahmen, die zu einer Reduktion der Getöteten führten, auch zu einer Verschiebung von schwereren Verletzungen hin zu leichteren Verletzungen bewirken würden.
Mitte der 1960er Jahre bildeten sich die ersten sogenannten „Scaling Committees“, die die Verletzungen noch detailliert abbilden wollten. Vorlage war hierbei die technische Dokumentation der Fahrzeugschäden, die nach den ersten, stark vereinfachenden Klassifikationen in Front-, Seiten- und Heckkollision, Bauteilorientiert wurde. Die Bauteilorientierung wurde später durch eine Klassifikation nach Anstoßrichtung und in der Kollision umgesetzte Energie, in Form des Betrages der Geschwindigkeitsänderung, erweitert.
Durch die Standardisierung der technischen Unfallerhebungen konnten die Unfallszenarien sehr gut klassifiziert und kategorisiert werden. Bei der Erhebung der Verletzungen stellte sich jedoch schnell heraus, dass keine zwei Verletzungen einer Person und keine zwei Verletzungen zweier Personen identisch sind. Bei der Umsetzung der Idee, dass auch die Verletzungen, sprich Verletzungsschwere und Verletzungsart, zu Gruppen zusammengefasst werden könnten, ergab sich jedoch eine breite Streuung: Das Problem bestand z. B. darin, bei einer Frontalkollision die Verletzung des Kopfes mit der des Brustkorbs vergleichbar zu machen. Diese Harmonisierung der Verletzungen wurde durch die Bewertung jeder Einzelverletzung mit einem Letalitätsrisiko, also dem Risiko an dieser Verletzung zu versterben, führte letztlich zum „Abbreviated Injury Score“ (AIS), also einer „verkürzten Verletzungsbewertung“. Zu Beginn lehnte sich die Klassifikation des Letalitätsrisikos stark an die Vorarbeiten von Hugh DeHaven über die Verletzungen von Militärpiloten während beider Weltkriege an.

## Allgemeines

### Verletzungsklassen
Die Grundidee des AIS-Codes ist die Zusammenfassung von Verletzungen mit annähernd gleicher Letalität. Aus den zahlreichen Klassen der ersten Systeme bildete sich das System mit sechs Verletzungsklassen (1–6) sowie einer Klasse für Verletzungen, die nicht mit ausreichender Sicherheit diagnostiziert wurden, (9) aus. Erweitert man die Klassen um die Unverletzten (0) und schließt die nicht ausreichend diagnostizierten Patienten aus, so erhält man eine ordinal skalierte Rangfolge nach Überlebenswahrscheinlichkeit: Eine Verletzung mit der Ausprägung, auch AIS-Code genannt, von 0 führt ziemlich sicher nicht zum Ableben des Patienten, wohingegen eine Verletzung mit dem AIS-Code von 6 sehr wahrscheinlich zum Tod führt.
Das Besondere am AIS ist, dass die Überlebenswahrscheinlichkeiten für die einzelnen Verletzungen nicht explizit spezifiziert werden, sondern eben nur Gruppen von Verletzungen mit annähernd gleichem Risiko gebildet werden. Somit werden Verletzungen aus unterschiedlichen Körperregionen – in Bezug auf ihre Letalität – vergleichbar. Innerhalb eines Datenbestands mit AIS-codierten Verletzungen kann man den AIS-Codes Überlebenswahrscheinlichkeiten zuordnen. Problemlos ist dies jedoch nur für Einzelverletzungen möglich (siehe unten).

### Ordinalskalierung
Zu beachten ist auch die Wahl der Ordinalskalierung: Zwar geht eine AIS-Code Ausprägung von 2 mit einem größeren Letalitätsrisiko als eine Ausprägung von 1 einher, über die Größe des Unterschiedes lässt sich, aufgrund der Skalierung, keine Aussage machen. Somit sind zwei Verletzungen mit der Ausprägung von 1 auch nicht mit dem gleichen Letalitätsrisiko behaftet, wie eine Verletzung mit einem AIS-Code von 2. Allgemein gesagt ist die AIS-Bewertung von Verletzungen eine Bewertung einer einzelnen Verletzung und die mit der Codierung ermittelte Letalitätsklasse gilt nur für diese einzelne Verletzung.

### Verletzungscodierung
In den ersten Versionen der AIS-Skala konnten ausschließlich Verletzungen mit morphologischem Korrelat codiert werden, also Verletzungen, bei denen man mit diagnostischen Verfahren einen objektiven Befund erheben und direkt, z. B. durch Fotografie, Röntgen oder Obduktion, dokumentieren kann. Durch sogenannte „Modifier“ konnten die behandelnden beziehungsweise die codierenden Ärzte den AIS-Code anfangs um 2 „Punkte“, später um einen „Punkt“, heben oder senken. Im Rahmen der Objektivierung der Erhebung (ab AIS 1990) wurde diese Möglichkeit der Wertung des eigenen Falles gestrichen.
Verletzungen mit funktionellen Einschränkungen ohne direktes morphologisches Korrelat (z. B. Bewusstlosigkeit) können erst seit dem AIS 1990 codiert werden. Zur Verbesserung der Objektivität der Codierung dürfen nur von den direkt behandelnden Ärzten diagnostizierte und dokumentierte Befunde verwendet werden. Eine ausführliche, für alle Anwender verbindliche Codierungsanweisung ist den AIS-Codebüchern jeweils vorangestellt.
Die vom AIS gebildeten Letalitätsrisikoklassen erfüllten die damaligen Anforderungen an eine Bewertung der Insassengefährdung. Erst später zeigte sich, dass die Überlebenswahrscheinlichkeit als eine sehr valide Proxy-Variable für die Schwere einer Verletzung genutzt werden kann. Dies gilt insbesondere dann, wenn die technische Unfallschwere und die Überlebenswahrscheinlichkeit als Proxy-Variable für die Verletzungsschwere genutzt wird.

### Weiterentwicklung
Die Verbreitung und Weiterentwicklung des AIS wurde durch die American Association for Automotive Medicine (Amerikanischer Verband für automobile Medizin, AAAM) und deren Nachfolger, der Association for the Advancement of Automotive Medicine (Verband für den Fortschritt der automobilen Medizin, AAAM) übernommen.
Das International Injury Scaling Committee (IISC) der AAAM hält die Patenschaft des AIS und wacht über dessen Verwertung.
Die aktuelle Weiterentwicklung versucht durch eine genauere anatomische Gliederung des AIS-Identifiers neben dem AIS-Code auch ein Maß für die Spätfolgen einer Verletzung (Functional Capacity Index) an den AIS-Identifier zu koppeln.

## Unterschiedliche Ausprägungen des AIS

### AIS 1969
1969 stellte John D. States als Vorsitzender der Ad hoc Injury Scaling Committee die „Abbreviated Injury Scale“ auf der STAPP Konferenz vor.
Die Verletzungsschwere reicht bereits von „unverletzt“ mit der Ausprägung „0“ über „gering“, „ernsthaft“, „schwer (nicht lebensbedrohend)“, „schwer (lebensbedrohend)“ bis „kritisch (Überleben ungewiss)“ mit der Ausprägung 5. Eine Besonderheit war die differenzierte Betrachtung von Unfalltoten.
| AIS69-Code | Patient                      | Beschreibung |
| ---------- | ---------------------------- | --- |
| 6          | innerhalb von 24h verstorben | tödliche Verletzung in einer AIS-Körperregionen bei gleichzeitiger AIS-Code Ausprägung von 3 oder weniger in einer anderen Körperregion |
| 7          | innerhalb von 24h verstorben | tödliche Verletzung in einer AIS-Körperregionen bei gleichzeitiger AIS-Code Ausprägung von 4 oder 5 in einer anderen Körperregion       |
| 8          | verstorben                   | 2 tödliche Verletzungen in 2 AIS-Körperregionen                                                                                         |
| 9          | verstorben                   | 3 oder mehr tödliche Verletzungen |

Es sei hier noch einmal ausdrücklich darauf hingewiesen, dass diese Definitionen der AIS-Code Ausprägungen 6, 7, 8 und 9 mit den AIS-Codebüchern ab der Revision von 1976 nicht mehr übereinstimmen.
Das Codebook beschreibt zu jeder Verletzungsschwere die darunter fallenden Verletzungen bzw. verletzten Organsysteme. Eine Korrelation der AIS-Verletzungsschwere mit der von der Polizei kodierten Verletzungsschwere wurde durch Übernahme der Polizeicodierung ins AIS-Codebook ermöglicht.
Bereits mit Veröffentlichung des ersten AIS-Codebooks wurde das Problem der Verletzungsaggregation, also der zusammenfassenden Bewertung aller Verletzungen eines Unfallopfers, als mittels der AIS-Skala nicht direkt lösbares Problem erkannt. Um dennoch den einzelnen Personen eine Gesamtverletzungsschwere zuordnen zu können, wurde der ‚Overall AIS‘ (OAIS) vorgeschlagen. Seine genaue Definition wurde jedoch erst in späteren Veröffentlichungen genauer beschrieben, bis er schließlich aufgrund mangelnder Objektivität verworfen wurde.

#### Comprehensive Injury Scale (CIS)
Neben dem AIS wurde von States auch eine Comprehensive Injury Scale (CIS) vorgestellt, die neben der Lebensbedrohlichkeit einer Verletzung separate Bewertungen für die Umgesetzte Energie, dauerhafte Behinderung, Länge der Behandlung und die Häufigkeit codierte. Die CIS konnte sich jedoch nicht durchsetzen.:152

### AIS 1971
Die Veröffentlichung der „Abbreviated Injury Scale“ im Journal of the American Medical Association (JAMA) gilt, aufgrund der eher technischen Ausrichtung der STAPP-Konferenz, für die meisten Mediziner als die Geburtsstunde der medizinischen Einzelverletzungsbewertung.
In den bis dahin von Medizinern und Statistikern entwickelten Verletzungsbeschreibungen ging es primär um die Codierung der Diagnostizierten Krankheiten, der geschädigten Strukturen und die Todesursache oder um eine Beschreibung des klinischen Verlaufs.

### AIS 1976 Revision (AIS76)
Nach den veröffentlichten Zwischenschritten in den Jahren 1974 und 1975 wurde 1976 das erste Handbuch zur AIS Codierung herausgegeben. Hauptziel der AIS Ausgabe von 1976 war die Konsolidierung der unterschiedlichen AIS-Code Ausprägungen für Verstorbene (7, 8 und 9). Die Bewertung einer Verletzung sollte nicht mehr abhängig vom Überleben der Unfallopfer sein, da eine Erhöhung des AIS-Codes im Falle des Versterbens zu einer Reduktion der Letalität der niedrigen AIS-Code Ausprägungen führt. Hierdurch können auch für Einzelverletzungen Überlebensraten bestimmt werden. Diese Trennung von Einzelverletzung und Überleben dient der Spezifikation der Verletzungsursache bei gleichzeitigem Ausschluss der medizinischen Behandlung auf den Code.
Beispielhaft sei eine Crushverletzung des Thorax genannt: Laut AIS71 wurde sie mit einem AIS-Code von 5 bewertet, verstarb der Patient jedoch innerhalb der ersten 24 h so wurde der AIS-Code 6 zugeteilt.
Die AIS-Code Ausprägung von 6 schließt ab dem AIS76 auch die Verletzungen mit ein, die bei dem gegebenen Rettungssystem unweigerlich zum Tod führen.
Für Verletzungen mit unbekannter Schwere wurde die neue Ausprägung 9 eingeführt. Eine Zuweisung eines AIS-Codes von 6, nur weil das Unfallopfer verstorben ist, ist nicht mehr erlaubt, beziehungsweise möglich. Ob und wann (sofort, nach 24 h oder nach 30 Tagen) ein Patient in einem Unfall verstorben ist, muss unabhängig vom AIS codiert werden: Der AIS-Code gibt lediglich eine nicht explizit spezifizierte, gruppierte Wahrscheinlichkeit für die Letalität einer Einzelverletzung an. Die Wahrscheinlichkeiten lassen sich für die untersuchte Unfall- und Versorgungsarten berechnen.
Weiterhin wurde bei der Überarbeitung auf die Unterscheidung zwischen zu codierenden Verletzung und der Verletzungsfolge abgestellt. Die Verletzungsfolge ist keine Verletzung, kann aber zur qualitativen Bewertung der Verletzung herangezogen werden. So ist der Hämatopneumothorax keine Verletzung. Vielmehr handelt es sich um ein Thoraxtrauma aufgrund dessen es zum Kollabieren der Lunge und zu Einblutungen in die Pleurahöhle gekommen ist.
Neben dem OAIS wurde auch der Injury Severity Score als Bewertungsmethode von Mehrfachverletzungen im Codebook vorgestellt.

### AIS 1980 Revision (AIS80)
Neben den knöchernen Schädelverletzungen zählen beim AIS auch die Verletzungen des Zentralnervensystems (jedoch ohne Rückenmarksverletzungen) zu den Kopfverletzungen. Bei den Verletzungen des Gehirns handelt es sich in der Regel um Verletzungen ohne morphologisches Korrelat, das heißt, mit Ausnahme der Obduktion, kann der Untersucher den Schaden nur indirekt über klinische Zeichen bestimmen oder muss sich, wie im Fall der Dauer einer Bewusstlosigkeit auf die Angabe von Dritten verlassen. Diese fehlende direkte Orientierung an verletzten Strukturen führte zu einer großen Streuung in der Qualität und Quantität der codierten Kopfverletzungen.
Für eine bessere Abbildung der Kopfverletzungen wurden diese in chirurgisch-anatomische und klinische Diagnosen unterteilt. Dieses Vorgehen unterscheidet sich von der streng morphologischen Ausrichtung der Codierung in den anderen Körperregionen. Die Nutzung der klinischen Zeichen und Symptome für die Klassifikation von Verletzungen wurde als Zwischenschritt bis zu einer hinreichend genauen, objektiven Diagnose anhand von morphologischen Veränderungen eingeführt. Durch die flächendeckende Nutzung von CCT und vor allem Schädel-MRT-Aufnahmen in den Traumazentren konnten bereits mit dem AIS2005 ein Großteil der klinischen Diagnosen durch bildgebende Verfahren objektiviert werden.
Obwohl die Zahl der Brandverletzten nach Verkehrsunfällen gering war, wurde für eine weitergehende Anwendung des AIS-Katalogs ein vereinfachtes Schema für die Codierung von thermischen Verletzungen aufgenommen. Die Einteilung orientiert sich an dem Grad der Verbrennung, als auch der Neunerregel nach Wallace, also des relativen Anteils der verbrannten Körperoberfläche.
Die AIS-Codierung einer Verletzung hängt von den benutzten Unterlagen, wie Rettungsprotokollen, Aufnahmebefunden, Röntgenbildern, Entlassungsbriefen etc., ab. In einer Untersuchung des National Center for Health Statistics stellten sich die Entlassungsbriefe als zuverlässigste Quelle heraus, so dass für diese laut AIS80-Codebook als primäre Quelle für die AIS-Codierung benutzt werden sollen. Es wird jedoch explizit darauf hingewiesen, dass dies nicht die einzige Quelle sein solle und dass es für einige Forschungsvorhaben nicht ausreichend ist, sich auf diese Angaben zu beschränken, sei es aus Gründen der Zeitnähe zum Unfallgeschehen, der Erhebungsqualität oder Ausrichtung.
Mit Einführung des AIS 1980 wurden die Verletzungsaggregation mittels OAIS als nicht wünschenswertes Vorgehen dargestellt: Die Codierer neigten dazu ihre Patienten als besonders schwere Fälle darzustellen, mit der Folge einer Inflation der OAIS Verletzungsschwere. Durch das Abstellen auf „mathematische Verfahren“, wie MAIS und ISS, sollte die Verletzungsaggregation objektiver, also unabhängiger vom Erheber, werden.

### AIS 1985 Revision (AIS85)

#### Numerical Injury Identifier
Mit der Revision des AIS von 1985 wurden „Numerical Injury Identifier“, kurz auch AIS85-ID, für jede der codierbaren Einzelverletzungen eingeführt. Ziel war die Vereinfachung einer computerbasierten Auswertung von Verletzungslokalisationen und -arten und nicht nur der im AIS-Code angegebenen Verletzungsschweren. Die sechsstellige AIS85-ID wurde in vier Blöcke eingeteilt: „Körperregion“, „Art der anatomischen Struktur“, „Spezifische Anatomische Struktur oder Art der Verletzung“ und „Ausmaß der Verletzung“.
Die höchstwertige Stelle codiert für die Körperregion (siehe unten), die zweit höchstwertige für die „Art der anatomischen Struktur wie z. B. Gefäße, Nerven, Organe, Skelettsystem“. Durch den zweistelligen Block „Spezifische Anatomische Struktur oder Art der Verletzung“ sollte die genaue anatomische Lokalisation der zu codierenden Verletzung in systematischer Art und Weise gewährleistet, als auch die Entstehung der Verletzung mit codiert werden. Die zwei niedrigsten Stellen codieren das „Ausmaß der Verletzung“.
Um Fehlcodierungen aus Mangel an Information, bei denen der Codierer die Verletzungen an die zur Auswahl stehenden AIS-IDs anpasst, zu verhindern, wurden für viele Verletzungen AIS-IDs mit dem AIS-Code „9“ (NFS, „not further specified“, deutsch „nicht genauer angegeben“) eingeführt.
Jeder AIS85-ID ist eindeutig genau ein AIS85-Code zugeordneten. In der Nomenklatur wird der AIS-Code durch einen Punkt vom Numerical Injury Identifier getrennt. Man spricht beim AIS-Code deshalb auch von dem post-dot-Wert, also dem Wert nach dem Punkt.

#### Sonstige Veränderungen
Für einige Einzelverletzungen konnte der AIS-Code reduziert werden. Grundlage hierfür ist die vergleichende Auswertung von Verletzungen über die Jahre. Es handelt sich praktisch um die Abbildung der Fortschritte in Rettung und Erstversorgung der Unfallopfer. Die Anpassungen basieren überwiegend auf den US-amerikanischen Erhebungen und damit auf dem dortigen Rettungs- und Medizinwesen.
Aufgrund der größeren Akzeptanz des AIS in der Traumatologie wurde die anatomisch geprägte Terminologie um die klinische erweitert. Zur Vermeidung von Missverständnissen, insbesondere bei nicht medizinisch geschulten Auswertern, wurden auch umgangssprachliche Beschreibungen zur Verdeutlichung eingefügt (z. B. Hämatom-Kontusion, geringgradig-oberflächlich).
Für die erweiterte Anwendung wurden penetrierende Verletzungen als Verletzungsmechanismus mit aufgenommen.

#### ICD-9CM zu AIS85 Konvertierung
In der 9. Auflage der Internationale statistische Klassifikation der Krankheiten und verwandter Gesundheitsprobleme, kurz ICD-9, verfolgte die Weltgesundheitsorganisation (WHO) zusätzlich zur Codierung der Krankheiten auch einen krankheitsursächlichen Ansatz. Das heißt, neben den eigentlichen Diagnosen mussten immer auch die Ursachen für die Erkrankung mit codiert werden. Die „Clinical Modification“ (Modifikation für den klinischen Einsatz) des ICD-9 durch den National Center for Health Statistics der USA änderte diese Doppelerfassung der Erkrankung nicht.
Der Ansatz der Verletzungsursachencodierung im ICD-9CM unterschied sich von dem des AIS kaum, so dass für den ICD-9CM, unter einigen einschränkenden Prämissen, eine Umsetzungstabelle zum AIS85 erstellt werden konnte, die 1986 veröffentlicht wurde.:viii Somit konnten für alle Traumapatienten aus den codierten Entlassungsdiagnosen automatisch AIS85-Codes bestimmt werden. Die Methode wurde 1989 von den Autoren validiert.

### AIS 1990 Revision (AIS90) und AIS 1990 Update 1998 (AIS98)
Neben einer für die Auswertungen der Verletzungen und vor allem Verletzungsmuster, benötigten detaillierteren Codierbarkeit der Verletzungen, sollten durch Codierungsrichtlinien und Codierungshilfen im AIS-Codebook Falschcodierungen, auf Grund von Unwissenheit beziehungsweise unsicheren Informationen, als Fehlerquelle eingeschränkt werden. Die Änderungen durch das Update 98 zielen vor allem auf eine bessere Aufarbeitung der Codierungsregeln, so dass im Folgenden AIS90 und AIS98 gemeinsam abgehandelt werden können.
Die AIS90/98-Skala setzt sich entsprechend dem AIS85 aus einem 6-stelligen „Numerical Injury Identifier“, kurz auch AIS98-ID und dem einstelligen, die Verletzungsschwere (eigentlich Überlebenswahrscheinlichkeit) bewertenden AIS98-Code, mit den möglichen Ausprägungen 1, 2, …, 6 und 9, zusammen. Jeder AIS98-ID ist eindeutig genau ein AIS98-Code zugeordneten.
Insbesondere Gehirnverletzungen und in zunehmendem Masse auch Extremitätenverletzungen konnten nicht an das rigide Codierungschema angepasst werden, so dass es mit dem AIS von 1990 für die Blöcke „Spezifische Anatomische Struktur oder Art der Verletzung“ und „Ausmaß der Verletzung“ gelockert wurde.
Das Alter kann einen dominierenden Einfluss auf die Mortalität einer Verletzung haben. Für die Adaptation des AIS für Kinder und Kleinkinder wurde der AIS85 von Kinder-Unfallchirurgen begutachtet. Die 15 von 2000 Verletzungsbewertungen, bei denen für Kinder eine abweichende Verletzungsschwere gefunden wurde, wurden in den AIS-90 integriert. Es handelt sich hauptsächlich um die Beschreibung der Größe von Hämatomen des Gehirns, Ausmaß des Blutverlustes bei tiefen Schürfverletzungen sowie interner Blutverlust durch thorakale oder abdominelle Traumata.:4
Einen Bewertungsspielraum hin zu einem höheren (geringere Überlebenswahrscheinlichkeit) oder niedrigeren (größere Überlebenswahrscheinlichkeit) AIS98-Code durch sogenannte „Modifier“ für eine AIS98-ID gibt es nicht. Eine solche Adaptation des AIS98-Codes an den speziellen Fall würde den Kriterien der objektiven Erhebung widersprechen.
Die Zusammenfassung aller äußeren Verletzungen in der Körperregion „External“ wurde aufgegeben: Hautverletzungen, die nicht thermisch oder elektrischer Ursache sind, wurden auf die verletzten Körperteile aufgeteilt. Hierbei handelt es sich um AIS 1 und 2 Verletzungen. Neben einer einfacheren Codierung können so körperregionsspezifische Auswertungen auch Hautverletzungen mit einschließen.:6
Durch diese Änderung wird die Bildung des Injury Severity Scores (ISS) erschwert.
Die Vermutung, dass schwere Gehirnverletzungen (AIS >= 3) noch immer zu selten codiert werden, konnte mit Hilfe von einer Auswertung der MTOS Datenbank objektiviert werden.:69 Um diesen Missstand zu beheben wurden für Prellungen und Hämatome im Gehirn neue AIS-IDs eingeführt, die auch die Größe, Lokalisation und Häufigkeit der Verletzung berücksichtigen. Weiterhin wurden Beschreibungsmöglichkeiten für Verletzungen der Gefäße im Gehirn und der Hirnnerven aufgenommen.:6
Die Schädelbasisfraktur darf ab dem AIS90 auch ohne bildgebende Dokumentation, also rein nach klinischen Zeichen, codiert werden.:6
In zahlreichen Studien über Verletzungen des Gehirns wurde eine Dominanz der geringgradigen Gehirnerschütterungen (Commotio cerebri, engl. Cerebral concussion, AIS98-ID: 161000) festgestellt. Durch eine Abwertung des entsprechenden AIS90/98-Codes von 2 auf 1, entsprechend der Bewertung im AIS2005, kann dies behoben werden.:51:51 Ein weiterer Grund für die Abwertung der Gehirnerschütterung ist die fehlenden Objektivierung des Befundes. Eine Erhebung des neurologischen Status findet nicht regelmäßig statt, so dass er eigentlich nicht codiert werden kann. Bei der Begutachtung von retrospektiv erhobenen, mentalen Ausfällen, wurde eine fehlende Codierung oder ein Bias zur Übertreibung der Hirnverletzung festgestellt.:12f.:1087f.
Die bereits mit dem AIS85 begonnene Ausweitung der Verletzungsbeschreibung weg von einer rein anatomischen Sprache hin zur chirurgischen und zur umgangssprachlichen Beschreibung wurde mit dem AIS90 konsequent fortgesetzt. Mit dem AIS90 Codebook wurden Textblöcke mit Erklärungen in den Wörterbuchteil des Codebooks integriert. Diese wurde mit dem AIS98 Codebook mit den vorangestellten, verbindlichen „Regeln für die Codierung“ (englisch Coding Rules) nochmals erweitert.

#### ICD-9CM zu AIS90/98 Konvertierung
Die für den AIS85 erstellte Konvertierungsliste wurde auf den AIS90 und auch das Update von 1998 übertragen. Die Konvertierungsliste ist nicht veröffentlicht und die darauf aufbauende Software ist nicht frei verfügbar.
Mit der verpflichtenden Nutzung des krankheits- und abrechnungstechnisch orientierten ICD-10 in Deutschland ging jedoch die Möglichkeit einer Verknüpfung von ICD und AIS verloren. In den USA müssen die Krankheits- bzw. Verletzungsursachen entsprechend den Vorgaben des National Center for Health Statistics (NCHS), einer Abteilung der Centers for Disease Control (CDC), noch immer nach dem ICD-9CM codiert werden.

### AIS 2005 (AIS2005) und AIS 2005 update 2008 (AIS2008)
Nachdem sich der AIS-Code als sehr valides Mittel zur Beschreibung der Überlebenswahrscheinlichkeit von Einzelverletzungen etabliert hat:152 und auch als Proxy-Variable für die medizinische Verletzungsschwere stabile Ergebnisse zeigte,:366 wurde mit dem AIS2005 der Versuch unternommen, einen detaillierteren „Numerical Injury Identifier“ bereitzustellen, der das direkte Abschätzen der langfristigen Beeinträchtigung der verletzten Personen ermöglicht.:1090 Analysen zeigten, dass insbesondere die Gehirn- und die Extremitätenverletzungen für eine Abschätzung der Langzeitfolgen einer Verletzung nicht ausreichend fein gegliedert waren.
Angepasste Ausprägungen des Functional Capacity Index (FCI) für die meisten AIS-ID wurden mit dem AIS2005 Update 2008 (AIS2008) Codebook veröffentlicht. Versuche diesen FCI für eine gesamtheitliche Betrachtung der verletzten Person zu nutzen scheitern zurzeit noch an einer geeigneten Aggregationsfunktion über die Körperregionen hinweg. Innerhalb einzelner Körperregionen kann die AIS2008-FCI Kopplung bereits erfolgreich genutzt werden (siehe z. B. Fußverletzungen).
Neben dem Functional Capacity Index für die Langzeitfolgenbewertung sollen auch die mittels ICD-10 codierten Krankheitsdiagnosen sowie die nach ICD-9CM und später nach ICD-10CM codierten Krankheitsursachen mit dem AIS-ID verknüpft werden können.:1090
Hierbei wurde neben der Kompatibilität des AIS-ID zu den Codierungsansätzen der traumataversorgenden medizinischen Fachbereiche auch auf die Bedürfnisse der biomechanischen Forschung geachtet.:1087
Durch die Ausweitung der sogenannten bilateralen Verletzungen, hier werden Verletzungen die gleichzeitig auf der rechten und linken Körperseite zu finden sind, zu einer Verletzung zusammengefasst, kann die Verletzungsschwere wesentlich genauer beschrieben werden.:1088 Durch die Zusammenfassung von mehreren Verletzungen unter einem AIS-ID ändert sich die Anzahl der Verletzungen: Hierdurch wird die Recodierung älterer Fälle erschwert, die Vergleichbarkeit zwischen den AIS-Generationen komplizierter und es ändern sich die Ausprägungen einiger Verletzungsaggregationsmasse. Bei multiplen Verletzungen bzw. Verletzungsursachen für eine bilaterale Verletzung wird der neu eingeführte Verletzungsursachencodierung (COI, engl. Cause Of Injury) ad absurdum geführt, da jedem AIS-ID nur ein COI zugeordnet werden kann.
Für die genauere anatomische Lokalisation der Verletzung wurden zwei Localizer, L1 und L2, eingeführt. Während L1 entsprechend der gängigen medizinischen Nomenklatur Position und Ausprägung näher beschreibt, gibt L2 explizit die beschädigte Körperstruktur an.:1089f. Normvarianten, lassen sich jedoch nicht beschreiben. Ergänzt werden diese neuen Variablen durch einen 4-stelligen Code zur Verletzungsursachencodierung.:21 Sowohl die beiden Localizer als auch COI sind als optionale Ergänzung zum AIS-Identifier zu sehen, deren Codierung für eine AIS-Codebook gerechte Klassifikation der Verletzungen nicht vorgeschrieben ist.:21:25
Neben den strukturellen Anpassungen wurden für einige AIS-ID die entsprechenden AIS-Codes der aktuellen klinischen Versorgung angepasst.:1087
Auch wenn die AIS2005-ID eine Obermenge der AIS98-ID sind, ist eine Recodierung nicht in allen Fällen möglich: Die Informationsreduktion durch die ursprüngliche AIS98 Codierung kann ohne zusätzliche Informationen für die detailliertere AIS2005 Codierung nicht wieder aufgehoben werden. Weiterhin führt der technische Fortschritt in der Traumadiagnostik zu differenzierteren Diagnosen, die im AIS2005 abbildbar, für alte Traumafälle aber nicht nacherhebbar, sind. Exemplarisch sei der erst in den letzten Jahren routinemäßige gewordene Einsatz der Magnetresonanztomographie (MRT) bei Gehirnverletzungen genannt. Trotz dieser Einschränkung bieten die AIS2005/AIS2008 Codebücher einen bestmöglichen Vorschlag für die Recodierung von und nach AIS98. Die Konvertierung, insbesondere die automatisierte Konvertierung, ist jedoch noch Gegenstand aktueller Forschung.

#### ICD-10 GM zu AIS2005/2008 Konvertierung
Aufgrund der großen – vor allem abrechnungstechnischen – Bedeutung des ICD-10 in der Traumaversorgung, sind an verschiedenen Stellen Versuche einer automatischen Konvertierung von ICD-10GM codierten Verletzungen in eine AIS2005/2008 Codierung durchgeführt worden. Eine unabhängige Validierung der Recodierungen steht noch aus.

## Spezifikation der verletzten Körperregion
Die verletzte Körperregion wird seit dem AIS85 durch die höchstwertige Ziffer im AIS-ID spezifiziert:
| AIS98-ID (erste Stelle) | Körperregion (englisch)   | Körperregion                                              | Anzahl der AIS98-IDs | Anzahl der AIS2008-IDs |
| ----------------------- | ------------------------- | --------------------------------------------------------- | -------------------- | ---------------------- |
| 1                       | Head                      | Kopf (ohne Gesicht und Gesichtsschädel)                   | 236                  | 281                    |
| 2                       | Face                      | Gesichtsschädel, Gesicht (Einschließlich Augen und Ohren) | 87                   | 175                    |
| 3                       | Neck                      | Hals (ohne Rückenmark)                                    | 80                   | 111                    |
| 4                       | Thorax                    | Brustkorb                                                 | 175                  | 191                    |
| 5                       | Abdomen                   | Bauchraum                                                 | 233                  | 250                    |
| 6                       | Spine                     | Wirbelsäule                                               | 208                  | 216                    |
| 7                       | Upper Extremity           | Arme (einschließlich Schulter)                            | 125                  | 325                    |
| 8                       | Lower Extremity           | Beine (einschließlich Hüfte und Beckenknochen)            | 164                  | 402                    |
| 9                       | External and other Trauma | Äußere und andere Verletzungen                            | 33                   | 48                     |

Insgesamt gibt es im AIS98 1341 und im AIS2008 1999 verschiedene Numerical Injury Identifier, eine direkte Prüfsumme gibt es nicht, jedoch ist der Code überspezifiziert dadurch, dass es zu jedem Localizer genau einen AIS98-Code gibt.

## Spezifikation der Art der Verletzung
Die Art der Verletzung wird seit dem AIS85 durch die zweithöchstwertige Ziffer im AIS-ID spezifiziert:
| AIS98-ID (zweite Stelle) | Art der Verletzung (englisch)            | Art der Verletzung                          |
| ------------------------ | ---------------------------------------- | ------------------------------------------- |
| 1                        | Whole Area                               | Gesamte Oberfläche                          |
| 2                        | Vessels                                  | Gefäße                                      |
| 3                        | Nerves                                   | Nerven                                      |
| 4                        | Organs (including muscles and ligaments) | Organe (einschließlich Muskeln und Bändern) |
| 5                        | Skeletal (including joints)              | Knochen (einschließlich Gelenke)            |
| 6                        | Head, Loss of Consciousness (LOC)        | Kopf, Verlust des Bewusstseins              |

## AIS Code
Es gibt 6 Verletzungsschweregrade (AIS98-Codes) sowie ein Platzhalter (AIS98-Code = 9) für die allgemeinen Verletzungsbeschreibungen, die sich aufgrund fehlender Diagnostik nicht näher spezifizieren lassen:
| AIS-Code | AIS-Verletzungsschwere (englisch) | AIS-Verletzungsschwere      | Anzahl der AIS98-Codes | Anzahl der AIS2008-Codes |
| -------- | --------------------------------- | --------------------------- | ---------------------- | ------------------------ |
| 1        | Minor                             | Gering                      | 258                    | 447                      |
| 2        | Moderate                          | Ernsthaft                   | 404                    | 729                      |
| 3        | Serious                           | Schwer                      | 339                    | 419                      |
| 4        | Severe                            | Sehr Schwer                 | 154                    | 172                      |
| 5        | Critical                          | Kritisch                    | 141                    | 155                      |
| 6        | Maximum                           | Maximal (nicht behandelbar) | 24                     | 33                       |
| 9        | NFS (Not Further Specified)       | Nicht genauer angegeben     | 21                     | 44                       |

Die sprachliche Beschreibung soll bei der groben Einordnung der Verletzungsschwere helfen, sie dient nicht der Codierung. Unter „Minor“ Verletzungen sind unter anderem oberflächliche Schürf- und Schnittwunden und Hämatome codiert. Verletzungen, die bei der Erstellung des Codebooks als „nicht behandelbar“ und damit zum Tod führend galten, wurden mit einem AIS-Code von 6 versehen. Codierungen von 9 sind ein Sonderfall: Hier hat der Codierer zwar Informationen über eine Verletzung, diese reichen jedoch nicht aus, um die beteiligte anatomische Struktur genau zu bestimmen (zum Beispiel Beinverletzung bei Überrollen mit Todesfolge ohne Obduktion).

## Überlebenswahrscheinlichkeiten der AIS-Code Ausprägungen
Die Ausprägungen 1 bis 6 des AIS-Codes stellen definitionsgemäß gruppierte Überlebenswahrscheinlichkeiten dar, ohne die dahinter liegenden Wahrscheinlichkeiten zu spezifizieren. Der Grund liegt in dem verletzungsdokumentierenden Ansatz des AIS, der die Rettung und Behandlung der Verletzungen nicht mit beurteilen will.
Um die Ausprägungen des AIS-Codes doch eine Überlebenswahrscheinlichkeit zuordnen zu können, seien nur verletzte Personen betrachtet, für die genau eine Einzelverletzung codiert wurde. Für Verletzte in der National Trauma Data Base (NTDB) sind dies 38,3 % der codierten Verletzten.:4–6 Ein entsprechender Ansatz führte zu den Werten des Traumaregisters und der GIDAS-Erhebung. Mit GIDAS (MAIS) sind die Überlebenswahrscheinlichkeiten, der mittels MAIS aggregierten Einzelverletzungen einer verletzten Person, unabhängig von deren Anzahl, bezeichnet. Die unterschiedlichen Werte für die Überlebenswahrscheinlichkeiten sind in der folgenden Tabelle dargestellt:
| AIS98-Code | AIS-Verletzungsschwere      | NTDB:4–6 | Trauma.org | GIDAS (AIS):50 | GIDAS (MAIS):50 |
| ---------- | --------------------------- | -------- | ---------- | -------------- | --------------- |
| 0          | Unverletzt                  | 100,0    | 100,0      | 100,0          | 100,0           |
| 1          | Gering                      | 99,3     | 100,0      | 99,8           | 99,9            |
| 2          | Ernsthaft                   | 99,2     | 99,3       | 99,4           | 99,6            |
| 3          | Schwer                      | 96,5     | 97,1       | 98,3           | 95,8            |
| 4          | Sehr Schwer                 | 85,4     | 93,1       | 84,6           | 84,9            |
| 5          | Kritisch                    | 60,4     | 67,7       | 61,5           | 42,0            |
| 6          | Maximal (nicht behandelbar) | 21,0     | 0,0        | 0,0            | 0,0             |

Bei der nicht aufgeführten Verletzungsschwere mit einem AIS98-Code von 9 handelt es sich entweder um nicht mit dem Leben vereinbare Verletzungen oder um nicht vollständig diagnostizierte Verletzungen. Somit würde eine Angabe der Überlebenswahrscheinlichkeit für diese Klasse etwas über die Verteilung der Verletzungen zwischen diesen beiden Subgruppen aussagen, nicht jedoch etwas die eigentliche Letalität der in der Klasse abgebildeten Verletzungen.

## Skalenniveau des AIS-Codes
Entsprechend der Definition im AIS98-Codebook ist der AIS-Code mit seinen Ausprägungen 1, …, 6 und 9 nominal skaliert. Nimmt man die „Nicht genauer spezifizierten Verletzungen“, also alle Verletzungen mit einem AIS-Code von 9 von den Betrachtungen aus, so sind hebt sich das Skalenniveau auf ordinal, unter den AIS-Codes besteht dann eine Rangordnung. Bei der Betrachtung der Verletzungsschwere von Personen mit mehreren Verletzungen müssen die Personen mit auch nur einem AIS-Code von 9 ausgenommen werden, wenn das ordinale Skalenniveau erhalten bleiben soll (siehe z. B. ISS).
Das ordinale Skalenniveau bleibt bei Einführung der Ausprägung „0“ für unverletzte Personen oder Körperregionen erhalten.
Die Überlebenswahrscheinlichkeiten, die hinter den AIS-Codes stehen, sind intervallskaliert.

## Aggregation von Verletzungen
Der AIS-Code beschreibt Einzelverletzungen, die zur Betrachtung der Verletzungsschwere einer Person oder auch nur einer Körperregion, aggregiert werden müssen. Aggregierte Verletzungsbewertungen von Verletzungen, die mittels unterschiedlicher AIS Codebook Revisionen codiert wurden, sind nicht miteinander vergleichbar. Dies liegt zum einen daran, dass die Möglichkeiten zur Verletzungscodierung aufgrund der Erweiterungen des Einsatzgebietes der Skala, sowie durch die Entwicklung der bildgebenden Diagnoseverfahren (Ultraschall, CT, MRT) immer detaillierter wurden. Weiterhin mussten zahlreiche AIS-Codes über die Codebook Revisionen angepasst werden und das obwohl das Messsystem AIS nicht die Behandlung der Verletzungen, sondern nur deren Schwere, besser deren Letalitätsrisiko, bei ihrer Entstehung bewerten will. Somit müssen für Langzeitstudien alle Verletzungen nach den Regeln und mit der AIS-Code Bewertung einer AIS Codebook Revision durchgeführt werden. Aufgrund der im AIS-Codebook integrierten und damit vorgeschriebenen medizinischen Diagnosetechnik, zum Beispiel bei der Unterscheidung von Gehirnschwellung und Gehirnödem, ist eine retrospektive Codierung alter und sehr alten Verletzungen nach den neueren AIS-Codebüchern in der Regel nicht möglich.

### Overall AIS (OAIS)
Der „Overall AIS“ (OAIS) ist die klinische Einschätzung der Verletzungsschwere aller Verletzungen einer Person durch einen in der Behandlung von Unfallopfern erfahrenen Arzt. Bei der Bildung des OAIS sollten gegenseitige Beeinflussungen der Einzelverletzungen in Bezug auf die Schwere der Verletzung berücksichtigt werden. Die OAIS-Skala ist identisch mit der ihr zugrunde liegenden AIS-Skala.
Es wurde im Codebook angemerkt, dass es für die Bildung des OAIS keine Formel gibt, es sich nicht um die Summe der AIS-Codes handelt, sondern um eine subjektive Bewertung der Gesamtverletzungsschwere. Explizit wurde darauf hingewiesen, dass die Ausprägung des OAIS auch größer als die größte AIS-Bewertete Einzelverletzung ausfallen kann, niemals kann der OAIS jedoch kleiner als der MAIS sein. Durch die Tendenz der Codierer, das Gesamtverletzungsbild möglichst hoch zu bewerten, kam es zu einem Bias (Verschiebung) der codierten OAIS-Ausprägungen in Richtung hoher OAIS-Ausprägungen. Aufgrund dieser fehlenden Objektivität der Verletzungaggregation:6 durch den OAIS, wird seine Nutzung seit der AIS Revision von 1980 nicht mehr unterstützt.
Der OAIS war der erste Versuch der Verletzungsaggregation von AIS codierten Einzelverletzungen.

### Maximaler AIS (MAIS)
In medizinischen und vor allem in technisch orientierten Darstellungen wird, entsprechend einem Vorschlag aus dem AIS-Codebook von 1980, die Verletzungsschwere eines Patienten häufig als maximaler AIS-Wert (MAIS, seltener auch maxAIS) angegeben. Eine Maximalwertbildung setzt mindestens eine ordinale Skalierung der Ausprägungen voraus. Bezogen auf AIS Verletzungscodierungen bedeutet dies, dass nur Verletzungsausprägungen zwischen 1 und 6 aggregiert werden dürfen, wenn gleichzeitig keine der betrachteten Verletzungen mit einer 9 codiert wurde. Bei der Betrachtung der Verletzung von Körperregionen ist es üblich für diese einen MAIS-Wert anzugeben (z. B. MAIS-Thorax). Hierbei darf entsprechend keine die Körperregion betreffende Verletzung mit einem AIS-Code von 9 codiert sein. Die Definition der Körperregionen muss sich dabei nicht unbedingt an denen des AIS Codebooks orientieren, siehe zum Beispiel die Körperregionen des Injury Severity Scores (ISS).

### Injury Severity Score (ISS)
Der Injury Severity Score (ISS) ist eine Verletzungsaggregation von mit dem AIS-Code bewerteten Verletzungen, die hauptsächlich darauf abzielt, eine Grenze für Polytraumata aus den Verletzungsschweren von Einzelverletzungen einzelner Körperregionen herzuleiten. Hierbei sind die Körperregionen mit denen des AIS vor 1990 identisch, d. h. die Körperregionen für die Berechnung des ISS entsprechen nicht denen des AIS90ff. Die AIS-Identifier müssen vor der Berechnung entsprechend umgruppiert werden.:10f.

### Weitere Verletzungsaggregationen
Als weiterer Verletzungsaggregator sei der New Injury Severity Score (NISS) genannt.
Neben diesen rein auf der Verletzungsschwere beruhenden Aggregatoren, gibt es zahlreiche, die zusätzlich noch physiologische Parameter mit in Betracht ziehen. Durch diese zusätzlichen Informationen kann die Verletzungsschwere des Patienten in der Regel besser abgeschätzt werden, nachteilig ist jedoch ein großer Einfluss der Notfallbehandlung auf das Score Ergebnis: Für eine möglicherweise genauere Verletzungsschwere wird die medizinische Behandlung und sei es nur die Notfallbehandlung, mit der Verletzungsschwere verknüpft. Problematisch ist weiterhin die unterschiedliche Datenlage je nach Behandlungsart (ambulant, stationär), sowohl in deren Quantität und Qualität.

## Aggregation von Ausprägungen der Verletzungsschwere
Für viele Bereiche sind 6 Ausprägungen von Verletzungsschwere (plus '0' für unverletzt und '9' für eine Klassifikation nicht ausreichend spezifiziert) zu detailliert: Entweder da die zu geringen Häufigkeiten des Auftretens einzelner Verletzungsschweregrade die statistische Bearbeitung erschwert oder gar unmöglich macht, oder weil eine Aufspaltung der medizinischen Betrachtung eines Zusammenhangs in 8 Fällen in keinem Verhältnis zur technischen Genauigkeit steht.

### MAIS x+
Die Verletzungsaggregation über MAIS x+ wandelt die Ordinalskalierte MAIS Variable in eine binäre Variable um, deren Ausprägung für MAIS Werte unterhalb von x, 0 und für Ausprägungen von x und größer, 1 ist.
In der Regel werden bei der ‚MAIS x+‘ Betrachtungen Personen mit einer Verletzung mit einem AIS-Code von 9, ausgeschlossen. Eine Zuweisung der mit AIS 9 codierten Verletzungen auf die unterschiedlichen MAISx+ Ausprägungen ist häufig nach einer Einzelfallanalyse möglich.
Die Tabelle gibt die in der Praxis benutzten Aggregatoren der Verletzungsschwere an:
| AIS-Code | AIS-Verletzungsschwere (englisch) | AIS-Verletzungsschwere      | ISO Verletzungsschwere | Überlebenswahrscheinlichkeit | Verletzungsschwere | Universell |
| -------- | --------------------------------- | --------------------------- | ---------------------- | ---------------------------- | ------------------ | ---------- |
| 0        | Not injured                       | Unverletzt                  | S0                     | P1                           | I1                 | E1         |
| 1        | Minor                             | Gering                      | S1                     | P1                           | I1                 | E1         |
| 2        | Moderate                          | Ernsthaft                   | S1                     | P1                           | I2                 | E2         |
| 3        | Serious                           | Schwer                      | S2                     | P2                           | I2                 | E3         |
| 4        | Severe                            | Sehr Schwer                 | S2                     | P3                           | I3                 | E4         |
| 5        | Critical                          | Kritisch                    | S3                     | P3                           | I3                 | E4         |
| 6        | Maximum                           | Maximal (nicht behandelbar) | S3                     | P3                           | I3                 | E4         |
| 9        | NFS (Not Further Specified)       | Nicht genauer angegeben     | –                      | –                            | –                  | –          |

### Überlebenswahrscheinlichkeit einer Verletzung
Diese Klassifikation richtet sich nach der Letalität der Verletzungen. AIS-Ausprägungen von 0, 1 und 2 haben eine sehr geringe Letalität und werden deshalb zu einer Gruppe zusammengefasst. Durch den Einschluss der AIS-Code Ausprägung von 0 ergibt sich die Möglichkeit, auch nachträglich die Zahl der Verletzten der Grundgesamtheit der erhobenen Personen (oder Körperregionen) gegenüberzustellen. Es werden also nicht nur verletzte Personen/Körperregionen betrachtet, sondern erhobene Personen.
Verletzungen mit einem AIS-Code von 3 weisen schon ein nicht unerhebliches Versterbensrisiko auf, das aber deutlich unter dem der AIS 4, 5 und 6 Verletzungen liegt.
Aus den so aggregierten Daten lassen sich MAIS3+ und MAIS4+ bestimmen.

### Schwere einer Verletzung
Unterschieden wurde nach der Schwere der Verletzung aus Sicht des Verletzten. Fälle mit keinen oder leichten Verletzungen (AIS-Code 0 und 1) werden zu einer Gruppe zusammengefasst. Bei verschiedenen Erhebungen konnte gezeigt werden, dass es keine scharfe Grenze zwischen „unverletzt“ und „leicht verletzt“ gibt: Alleine durch die Möglichkeit einer finanziellen Kompensation für eine Verletzung führt ein vorher „Unverletzter“ Verletzungen an, die mit einem AIS-Code von 1 bewertet werden müssen, und umgekehrt. Durch den Einschluss der AIS-Code Ausprägung von 0 lässt sich bei dieser Aggregation ebenfalls der Bezug zu der Zahl der insgesamt erhobenen Personen herstellen. Verletzungen mit einer AIS-Ausprägung von 2 und 3 sind aus Sicht des Patienten schwere und schmerzhafte Verletzungen, die sich aber deutlich von denen mit einem AIS von 4, 5 oder 6 nach unten abgrenzen.
Aus den aggregierten Daten lassen sich MAIS2+ und MAIS4+ berechnen.

### Universelle Aggregation
Aus den Ausführungen über die Aggregation der Ausprägungen der Verletzungsschwere ergibt sich die in der Literatur häufig anzufindende Form: Unverletzte und leicht verletzte Personen (AIS 0 und 1) werden zusammengefasst. Die zahlenmäßig häufigen Ausprägungen von 2 und 3 werden separat codiert. Durch Zusammenfassen der Ausprägungen 4, 5 und 6 befinden sich in den meisten Erhebungen auch in der Gruppe der sehr schwer verletzten für eine statistische Auswertung genügend Fälle. Aus den aggregierten Daten lässt sich neben MAIS2+, MAIS3+ und MAIS4+ auch das Polytrauma Kriterium ‚ISS>=16‘ berechnen.

### ISO-Aggregation
In dem ISO-Vorschlag zur Verletzungsausprägungsaggregation werden unverletzte und Einzelverletzungsausprägungen von 1 bis 6 umcodiert. Situationen, die zu einer mit AIS 9 bewerteten Verletzung führen, werden von der Betrachtung ausgeschlossen. Bei dieser in Betrachtungen der Funktionalen Sicherheit häufig genutzten Kodierung, werden die 7 AIS98-Ausprägungen (0, 1–6) auf die 4 Zustände S0 bis S3 („keine Verletzung“, „praktisch keine Gefährdung“, „nicht unerhebliche Gefährdung“ und „Gefahr für Leib und Leben“) reduziert. Diese Beschränkung der Ausprägungen vereinfacht die Zuordnung von ISO-bewerteten Verletzungsmustern mit den zu bewertenden „technischen Ausfällen“.
Neben der Verletzungsschwere wird auch die Wahrscheinlichkeit des Auftretens der Verletzungsschwere berücksichtigt. Mit der Ausprägung S3 werden Situationen codiert, bei denen es in mehr als 10 % der Fälle zu Verletzungsschweren von AIS5 oder 6, also AIS5+, kommt. S2 bildet Situationen ab, bei denen in mehr als 10 % der Fälle AIS3+ Verletzungen zu erwarten sind und eine S3 Kodierung die Verletzungsschwere überbewertet. Entsprechend bildet S1 Situationen ab, in denen in mehr als 10 % der Fälle AIS1+ Verletzungen zu erwarten sind und weder die Kodierung S2 noch S3 die Situation korrekt beschreiben. Die Ausprägung S0 ist Situationen vorbehalten, in denen in mindestens 90 % der Fälle keine Verletzungen auftreten.
Durch die Kopplung von Situation und Verletzungsschwere wird eine Überbewertung von Ausnahmefällen verhindert: So ist zum Beispiel die Situation des „Überquerens eines Zebrastreifens“ in über 90 % der Fälle ohne Verletzungen möglich, dennoch werden in Ausnahmefällen auch an Zebrastreifen überquerende Personen schwer verletzt oder gar getötet.